# Vlagyimir Georgijevics Szorokin
Vlagyimir Georgijevics Szorokin (Bikovo, 1955. augusztus 7. –) (Владимир Георгиевич Сорокин) orosz író, drámaíró a kortárs posztmodern irodalom nemzetközileg elismert alkotója.

## Élete
Egyetemi tanulmányait a moszkvai Olaj- és Gázipari Főiskolán végezte, ahol szervetlen kémiára szakosodott. A főiskola befejezését követően a Szmena című folyóiratnál helyezkedett el, ahonnan egy év után távozott. Ezt követően könyvekhez készített grafikákat és konceptuális projekteket. Több mint 50 könyvet illusztrált. Első irodalmi művei a 70-es évek elején jelentek meg. 1972-ben az Olajipari Lapokban (За кадры нефтяников) jelentek meg versei. Mint költő, mint festő a moszkvai underground ismert személyisége volt. 1985-ben a párizsi orosz nyelvű А–Я folyóiratban publikált. Még ebben az évben szintén Párizsban a Syntaxe kiadónál jelent meg Búcsú a sortól (Очередь) című regénye.
A Szovjetunióban először 1989-ben jelent meg legálisan néhány novellája a rigai Forrás (Родник) című folyóiratban. Ezt követően sorra jelentek meg művei különböző folyóiratokban. 1992-ben a Szovjetunióban is megjelent a Búcsú a sortól (Magyarországon 1994-ben, Kiss Ilona fordításában).

## Művészete
Szorokin még a 70-es években csatlakozott a szoc-art mozgalomhoz. A szoc-art elnevezést a szocialista realizmus és a pop-art szavak összevonásából képezték az orosz underground művészei. Fontos, hogy Szorokin az írás mellett folyamatosan festőként, grafikusként is tevékenykedik, aktívan részt vesz a moszkvai művészeti életben. Ezeket az elveket írásaiban (még a 2000-es évek első évtizedében megjelenőkben is) használja. Lényege a szocialista irodalom kiürült sematizmusának és automatizmusainak új helyzetbe helyezése és azok abszurditásig komolyan vétele. Így ezek önmaguk paródiájává válnak.
Szorokin regényeire jellemző, hogy túl a szoc-art kliséken perverzek, nyersek, sokak szerint egyenesen pornográfok. A trágár kifejezések természetes használata jellemzi őket. Műveiben gyakran nyúl az orosz történelemhez, azt sokszor a jelenre, még többször a jövőre vetítve használja. Ez nem csak a történetekben, hanem sokszor a művek nyelvezetében is megjelenik.
Szorokin még 2006-ban, Az opricsnyik egy napja című regényének megjelenésekor nyilatkozta, hogy a regény „Papíron elvégzett művészi-történelmi kísérlet, hogy mi lesz Oroszországgal, ha hirtelen úgy határoz, elszigeteli magát az egész világtól. Nálunk most feudalizmus van.” Ez sok más orosz írónál is központi kérdés (Jevgenyij Zamjatyin, Vlagyimir Vojnovics, Tatyjana Tolsztaja stb.)
2021-ben megjelent Garin doktor (Доктор Гарин) című regényét beválogatták az orosz Nagy Könyv díj 2021. évi ún. rövid listájába.

## Magyarul megjelent művei
- (1994. október) „Búcsú a sortól”. Magyar Lettre Internationale 13, 21-23. o.
- Kékháj, (ford.) Bratka László, Kiss Ilona, előszó Hetényi Zsuzsa, Budapest: Jaffa kiadó (2004). ISBN 9789639604049
- A jég, fordította: Bratka László, előszó: Háy János, Gondolat, Budapest, 2004, (Gondolat világirodalmi sorozat) ISBN 9789636931049
- Bro útja, (ford.) Holka László, Gondolat (2007). ISBN 9789636930714
- A jég, színpadra alkalmazta: Petrányi Viktória és Mundruczó Kornél, Nemzeti Színház, Budapest, 2008, (Nemzeti Színház színműtár) ISBN 978-963-87786-2-8
- Az opricsnyik egy napja, (ford.) Szőke Katalin, Gondolat (2008). ISBN 9789636930646
- 23 000, ford. Holka László, Gondolat (2009). ISBN 9789636931339
- Cukor-Kreml, (ford.) M. Nagy Miklós, Gondolat (2009). ISBN 9789636931766
- Hóvihar, (ford.) M. Nagy Miklós, Gondolat (2011). ISBN 9789636933333
- Tellúria, (ford.) Gábor Sámuel, Gondolat (2014). ISBN 9789636935627
- Manaraga, fordította: M. Nagy Miklós, Gondolat, Budapest, 2017
- A fehér négyzet. Novellák, fordította: M. Nagy Miklós, Gondolat, Budapest, 2019
- Morfofóbia, előszó Cserna-Szabó András, fordította: Abonyi Réka és mások, POKET Zsebkönyvek, Budapest, 2020
- Garin doktor, fordította: M. Nagy Miklós, Gondolat, Budapest, 2021
- A négyek szíve, fordította és utószó: Hetényi Zsuzsa, Helikon, Budapest, 2022